# Rów Kunowski
Rów Kunowski – uregulowany, krótki ciek wodny w północno-zachodniej Polsce w województwie zachodniopomorskim w powiecie stargardzkim na Równinie Pyrzycko-Stargardzkiej o długości ok. 3,5 km wypływający z podmokłego obniżenia terenu położonego na północny wschód od wsi Skalin w Gminie Stargard . Odwadnia okoliczne pola, część wód dopływa do Rowu Kunowskiego siecią kanałów melioracyjnych i irygacyjnych, które odprowadzają nadmiar wód z pól położonych na południe i południowy wschód od wsi Kunowo, są to tereny zajmowane dawniej przez Pramiedwie, pozyskane dla celów rolniczych po obniżeniu linii lustra wody Jeziora Miedwie w XVIII wieku. Rów cechuje wysoki przepływ, ale jego wody są w znacznym stopniu zanieczyszczone nawozami rolnymi.
Rów Kunowski stanowi granicę pomiędzy Gminą Stargard  a Gminą Kobylanka.